# Paweł Segał
Paweł Segał (ur. 29 listopada 1919 w Równem, zm. 26 czerwca 2012 w Madison, USA) – polski okulista, pułkownik, profesor medycyny.

## Życiorys
Uczęszczał do Gimnazjum Państwowego w Równem na Wołyniu (1929–1937). Studiował medycynę na Wydziale Lekarskim Uniwersytetu Lwowskiego (1937–1942), a następnie jeszcze przez rok w rosyjskim Swierdłowsku (Jekaterynburgu) pod stokami Uralu.
Był żołnierzem Armii Czerwonej, gdzie służył jako spadochroniarz, a następnie Ludowego Wojska Polskiego. Po zakończeniu wojny został lekarzem pułku.
W 1954 r. otrzymał awans na docenta i od tego momentu do 1968 pełnił funkcję kierownika Kliniki Okulistycznej Wojskowej Akademii Medycznej w Łodzi. W 1961 otrzymał etat profesora nadzwyczajnego, a rok później tytuł profesora zwyczajnego. Z powodu żydowskiego pochodzenia w ramach tzw. marca 1968 i antyżydowskich działań ówczesnych władz PRL został usunięty z WAM wraz z płk. prof. Andrzejem Himmelem oraz ppłk. dr. Jerzym Hauserem. Po usunięciu z uczelni wyemigrował do USA, gdzie spędził resztę życia i zmarł 26 czerwca 2012 w Madison, w stanie Wisconsin.
Autor monografii: „Pomiary względnej wielkości obrazów wzrokowych w różnowzroczności” (1950), „Badania adaptacji wzroku do ciemności” (1953) i „Grzybicze choroby oka” (1968). Swoje prace publikował m.in. w „Klinice Ocznej” (gdzie był zastępcą redaktora naczelnego). Był członkiem Polskiego Towarzystwa Okulistycznego (w okresie 1961–1968 zasiadał w prezydium zarządu głównego).
Żoną Pawła Segała (w latach 1944–1966, rozwód) była prof. Stefania Jabłońska, lekarz dermatolog.